# Thalictrum fortunei
Thalictrum fortunei là một loài thực vật có hoa trong họ Mao lương. Loài này được S. Moore miêu tả khoa học đầu tiên năm 1878.